# Bierry-les-Belles-Fontaines
Bierry-les-Belles-Fontaines ist eine französische Gemeinde mit 154 Einwohnern (Stand: 1. Januar 2022) im Département Yonne in der Region Bourgogne-Franche-Comté (vor 2016 Burgund); sie gehört zum Arrondissement Avallon und zum Kanton Chablis (bis 2015 Kanton Guillon).

## Geographie
Bierry-les-Belles-Fontaines liegt etwa 49 Kilometer südöstlich von Auxerre am Rand des Morvan und am Flüsschen Bornant. Umgeben wird Bierry-les-Belles-Fontaines von den Nachbargemeinden Aisy-sur-Armançon im Norden, Quincy-le-Vicomte im Osten, Fain-lès-Moutiers im Südosten, Vassy-sous-Pisy im Süden, Pisy im Südwesten sowie Châtel-Gérard im Westen.

## Bevölkerungsentwicklung
| Jahr                      | 1962 | 1968 | 1975 | 1982 | 1990 | 1999 | 2006 | 2013 |
| Einwohner                 | 320  | 291  | 255  | 211  | 197  | 229  | 227  | 199  |
| Quelle: Cassini und INSEE |      |      |      |      |      |      |      |      |

## Sehenswürdigkeiten
- Schloss Anstrude, erbaut 1710